# Château de Blou
Le château de Blou est situé sur la commune française de Thueyts en Ardèche. 

## Historique
Le château de Blou fut construit au XIIe siècle et aurait eu alors au moins 2 tours.
1461 marque l'extinction de la famille des Pressis, habitant le château depuis le XIIIe siècle, par mariage de Marguerite des Pressis avec François de Blou. La famille de Blou des Pressis occupera le château jusqu'en 1886.
Le château de Blou était une des demeures de Louis de Montravel.
En 1926, la famille Plantevin achète le château à Mr de Gigord, gendre de Mr de Montravel et, crée une usine textile dans le parc.
Depuis 1986, le château et le parc sont propriété de la Commune de Thueyts.
Poivrières au toit de tuiles vernissées. Cheminée dite Sarrazine. Deux salles voûtées restaurées. Les écuries du château se trouvaient à l'emplacement actuel de la Médiathèque (avant 1634, propriété de la famille de Gout de la Charrière).

## Architecture
Château du XIIe siècle fortement remanié au XVIIIe siècle, il deviendra dès lors une demeure de plaisance. L'édifice soutient deux échauguettes au toit de tuiles vernissées.